# 예징한
예징한(중국어 간체자: 叶静涵, 정체자: 葉靜涵, 병음: Yè Jìnghán, 한자음: 엽정함, 1월 7일 ~ )은 타이완의 배우이자 모델이다. 타이완과 중국 대륙에서 제작된 텔레비전 광고, 뮤직비디오, 드라마, 영화에 출연했다.

## 광고
- 2018년
  - A mart - 브랜드 행사
  - Dr. Wu - 좋은친구는 누구
  - 피자헛 - 기념행사
  - 둥선쇼핑 APP - 엄마의 진실
  - Lady Me(언더웨어 브랜드) - 전속 모델
  - Over Digi - 휴대폰 케이스
  - 鈣溶易(건강식품)

- 2017년
  - 囍福金飾 광고

- 2016년
  - TSUM - 블루투스 스피커 "첫사랑"
  - Tencent + WeChat99 공공 서비스 광고
  - 바이두 누오미
  - EMOON - "依夢" 언더웨어
  - 알리바바 투자 - "개미금융" (평면광고)"

- 2015년
  - 콜 게이트 (Colgate)
  - "보물섬 (Baodao)" 시계 브랜드
  - Lays - "超濃起司" 아주 진한 치즈맛
  - "566萌髮샴푸 - "姜姜姜片" 생강향
  - 戰國炎舞 (KIZNA) - 핸드폰 카드 게임
  - 피자헛 - "바다와 육지의 콜라보"
  - 綠油精 (Green Oil) - 滾珠瓶
  - 후코이단 (Fucoidan) - 건강보조식품
  - 위력식품 (維力食品) - 度讚 (행복편)
  - 독일 Hirudoid 연고- "움직여도 괜찮아요"
  - "인적자원조사" 광고 (with 蔡阿嘎)
  - 전련 (全聯) - 중원기복제 (中元祈福祭) - (돌아온 제이슨 편)
  - 王品舒果 (프랜차이즈) - 온라인 광고

- 2014년
  - 新光三越 - 기념 행사

- 2013년
  - 국세청 홍보영화
  - 信義房屋 (婉婷편)
  - Mercuries Life Insurance (三商美邦人壽) - (야구 스타 편)

## TV 시리즈
- C 컵 - 안커(安可) 역(주연), 2018년
- 대북경소보안, 2019년
- 앵도소환자 (櫻桃小丸子) - 학생 역 (타이완 TV 시리즈), 2017년
- 전쟁의 여신 (DAISY), 2015년
- 자적시대 (姉的時代) - 브로커 역, 2018년
- 20대 이후 (20之後) - 샤오루(小路) 역, 2018년

## 단편영화
- 12년의 국가교육 (十二年國教) - 2015년
- Clear 클린징 크림
- 노동국, 단편영화 광고
- 囍福金飾

## 영화
- 2018년 플랜B - 唐糖 역
- 2017년 대리단예 옥면야차 - 邵明珠 역
- 2017년 지공의 영웅 귀환 - 뱀요괴 (蛇精) 역
- 2017년 피아노연인 - 刑佳璐 역
- 2016년 통제불능 거짓말 - 피해자 역
- 2015년 아이언로드 - TANYA 역